# نابي سار
نابي سار (بالفرنسية: Mouhamadou-Naby Sarr)‏ هو لاعب كرة قدم فرنسي في مركز الدفاع، ولد في 13 أغسطس 1993 في مارسيليا في فرنسا يلعب في نادي المرخية. شارك مع منتخب فرنسا تحت 20 سنة لكرة القدم ومنتخب فرنسا تحت 21 سنة لكرة القدم. أما مع النوادي، فقد لعب مع أولمبيك ليون وتشارلتون أثلتيك وسبورتينغ لشبونة.

## هوامش
1. ↑  Soccerbase incorrectly states that Sarr came on in the League One match Vs. والسول on 26 September 2017 in a 2-2 draw. He was, in fact, an unused substitute for this game meaning his total league appearances for Charlton Athletic is 95 not 96. This non-appearance is confirmed at both تشارلتون أثلتيك's website and via the بي بي سي.[1]

## وصلات خارجية
- نبي سار على موقع الاتحاد الدولي (مؤرشف)  (الإنجليزية)
- نبي سار على موقع قاعدة بيانات كرة القدم.إي يو (الإنجليزية)
- نبي سار على موقع Soccerway.com (الإنجليزية)